# Bruning

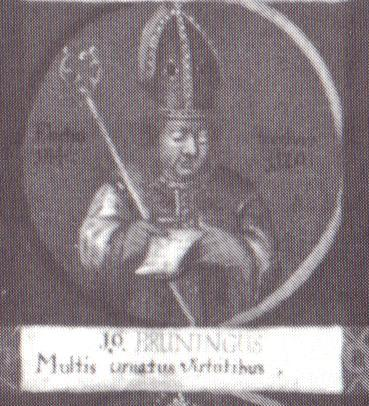
Bruning als 19. Bischof von Hildesheim auf einem Gemälde mit Medaillondarstellungen aller Hildesheimer Bischöfe bis zum Ende des 18. Jahrhunderts; lateinische Inschrift: „Mit vielen Tugenden geziert“.

Bruning († 1120 in Hildesheim) war 1115–1119 erwählter Bischof von Hildesheim. Er empfing jedoch nie die Bischofsweihe, und seine Amtseinsetzung durch Kaiser Heinrich V. wurde 1118 für ungültig erklärt. In der Zählung der Bischöfe von Hildesheim wird er daher nicht berücksichtigt.
Brunings Herkunft und Werdegang sind unsicher bezeugt. Er entstammte wahrscheinlich dem edelfreien Vasallengeschlecht derer von Depenau aus dem Hildesheimer Raum. Zur Zeit seiner Erwählung für den Hildesheimer Bischofsstuhl dürfte er schon in fortgeschrittenem Alter gewesen sein. Zu diesem Zeitpunkt hatte er das bedeutende Amt des Stiftsdechanten von St. Simon und Judas in Goslar inne. Nach dem Tod von Bischof Udo ernannte Heinrich V. Bruning zu dessen Nachfolger. Das Hildesheimer Domkapitel wurde dabei übergangen, opponierte jedoch nicht, offenbar weil Bruning selbst aus ihm hervorgegangen war.
Brunings Ernennung geschah in der dramatischen Endphase des Investiturstreits und wurde von der kaiserlichen wie der päpstlichen Partei als Politikum verstanden. Für seine Weihe wäre Erzbischof Adalbert von Mainz zuständig gewesen. Da dieser jedoch in der Investiturfrage strikt die päpstliche Position vertrat, kam Brunings Weihe nicht zustande. Die durch den päpstlichen Legaten Kuno von Praeneste geleitete Gandersheimer Synode vom Juli 1118 sprach schließlich die Ungültigkeit seiner Einsetzung aus. Seine Amtszeit gilt daher kirchenrechtlich als Sedisvakanz.
1119 wurde Berthold I. kanonisch gültig zum Bischof von Hildesheim gewählt und erhielt am 31. Oktober die päpstliche Bestätigung.
Bruning zog sich in das Sültekloster zurück, das er zuvor selbst in ein Augustinerchorherren-Stift umgewandelt und mit reichen Gütern ausgestattet hatte. Dort starb er 1120 und wurde in der Klosterkirche St. Bartholomäus bestattet.